# Martin Fowler
Pour les articles homonymes, voir Fowler.
Martin Fowler (né le 18 décembre 1963) est un auteur, conférencier, informaticien et consultant britannique dans la conception de logiciels d'entreprise. Ses centres d'intérêt principaux sont l'architecture informatique, la programmation orientée objet, la refactorisation (refactoring), les patrons de conception (design patterns), UML et les méthodes de programmation agile où il est un pionnier et une référence. À ses débuts, il utilisait les langages smalltalk et C++ mais utilise aujourd'hui Java, C# et Ruby.
Il a notamment écrit un ouvrage de référence sur le refactoring et a co-écrit un ouvrage de référence sur la planification des projets en extreme programming avec Kent Beck, créateur de la méthode. (voir Publications).
Il est membre de Agile Alliance et est coauteur du Manifesto for Agile Software Development.

## Publications
- Martin Fowler. Analysis Patterns: Reusable Object Models. Addison–Wesley.
- Fowler, Martin; Kent Beck. Planning Extreme Programming. Addison–Wesley.
- Fowler, Martin (September 2003). UML Distilled: A Brief Guide to the Standard Object Modeling Language, 3rd ed., Addison–Wesley.
- Fowler, Martin; Kent Beck, John Brant, William Opdyke, and Don Roberts (juin 1999). Refactoring: Improving the Design of Existing Code. Addison-Wesley Professional, 8 juillet 1999,  (ISBN 978-0201485677).
- Fowler, Martin; David Rice, Matthew Foemmel, Edward Hieatt, Robert Mee, and Randy Stafford (novembre 2002). Patterns of Enterprise Application Architecture. Addison–Wesley.
- Fowler, Martin; Rebecca Parsons (September 2010). Domain-Specific Languages. Addison–Wesley.  (ISBN 978-0-321-71294-3).